# Италија на Светском првенству у атлетици у дворани 2012.
Италија је учествовала на Светском првенству у атлетици у дворани 2012. одржаном у Истанбулу од 9. до 11. марта, четрнаести пут, односно на свим првенствима до данас. Репрезентацију Италије представљало је 14 такмичара (7 мушкарца и 7 жена), који су се такмичили у 11 дисциплина (5 мушких и 6 женских).
На овом првенству Италија је по броју освојених медаља делила 19. место са 1 освојеном медаљом (сребрна).
Постигнута су два лична рекорда и три најбоља лична резултата сезоне.
У табели успешности (према броју и пласману такмичара који су учествовали у финалним такмичењима (првих 8 такмичара)) Италија је са четири учесника у финалу делила 14 место са 19 бодова.
| Плас. | Земља   | 1. место | 2. место | 3. место | 4. место | 5. место | 6. место | 7. место | 8. место | Бр. финал. | Бод. |
| ----- | ------- | -------- | -------- | -------- | -------- | -------- | -------- | -------- | -------- | ---------- | ---- |
| =14.  | Италија | 0        | 1        | 0        | 1        | 1        | 1        | 0        | 0        | 4          | 19   |

## Учесници
Пријављен је 14 такмичара (7 мушкараца и 7 жена). 
| Дисциплина   | Спортисти                      | Спортисти                       |
| Дисциплина   | Мушкарци                       | Жене                            |
| ------------ | ------------------------------ | ------------------------------- |
| 60 м         | Симоне Колио                   | Одри Ало                        |
| 400 м        | Лоренцо Валентини              | Марија Енрика Спача             |
| 800 м        |                                | Елиза Кузма Пичионе             |
| 3.000 м      |                                | Силвија Вајсштајнер             |
| 60 м препоне | Емануеле Абате Паоло дал Молин | Вероника Борси Марција Каравели |

| Дисциплина | Спортисти                      | Спортисти             |
| Дисциплина | Мушкарци                       | Жене                  |
| ---------- | ------------------------------ | --------------------- |
| Скок увис  | Силвано Кезани                 | Антонијета ди Мартино |
| Троскок    | Фабрицио Донато Данијеле Греко |                       |

## Освајачи медаља (1)

### Сребро (1)
- Антонијета ди Мартино — скок увис

## Резултати

### Мушкарци
| Атлетичар         | Дисциплина   | Лични рекорд | Квалификације | Квалификације | Полуфинале | Полуфинале | Финале               | Финале       | Детаљи |
| Атлетичар         | Дисциплина   | Лични рекорд | Резултат      | Место         | Резултат   | Место      | Резултат             | Место        | Детаљи |
| ----------------- | ------------ | ------------ | ------------- | ------------- | ---------- | ---------- | -------------------- | ------------ | ------ |
| Симоне Колио      | 60 м         | 6,55         | 6,68          | 1. у гр. 3 КВ | 6,71       | 5. у пф. 1 | Није се квалификовао | 12 / 57 (61) |        |
| Лоренцо Валентини | 400 м        | 46,88        | 48,58         | 2. у гр. 3    | 48,47      | 5. у пф. 1 | Није се квалификовао | 15 / 31 (32) |        |
| Емануеле Абате    | 60 м препоне | 7,57         | 7,71          | 1. у гр. 3 КВ | 7,62       | 3. у пф, 2 | 7,63                 | 6 / 29 (32)  |        |
| Паоло дал Молин   | 60 м препоне | 7,51 НР      | 7,78          | 4. у гр. 1 кв | 7,92       | 7. у пф. 2 | Није се квалификовао | 15 / 29 (32) |        |
| Силвано Кезани    | Скок увис    | 2,31         | 2,22          | = 15          |            |            | Није се квалификовао | = 15 / 19    |        |
| Фабрицио Донато   | Троскок      | 17,73 НР     | 17,07         | 2 КВ          | 17,28 ЛРС  | 4 / 14     |                      |              |        |
| Данијеле Греко    | Троскок      | 17,24        | 16,94         | 5 кв          | 17,28 ЛР   | 5 / 14     |                      |              |        |

### Жене
| Атлетичарка           | Дисциплина   | Лични рекорд | Квалификације     | Квалификације     | Полуфинале        | Полуфинале        | Финале                 | Финале            | Детаљи |
| Атлетичарка           | Дисциплина   | Лични рекорд | Резултат          | Место             | Резултат          | Место             | Резултат               | Место             | Детаљи |
| --------------------- | ------------ | ------------ | ----------------- | ----------------- | ----------------- | ----------------- | ---------------------- | ----------------- | ------ |
| Одри Ало              | 60 м         | 7,33         | 7,33 =ЛР          | 1. у гр. 1 КВ     | 7,38              | 7 у пф. 3         | Није се квалификовала  | 20 / 62 (64)      |        |
| Марија Енрика Спача   | 400 м        | 53,19        | 53,74             | 3. у гр. 1 кв     | 53,71             | 5. у пф. 2        | Није се квалификовала  | 13 / 30 (32)      |        |
| Елиза Кузма Пичионе   | 800 м        | 1:59,25      | Није завршла трку | Није завршла трку | Није завршла трку | Није завршла трку | Није завршла трку      | Није завршла трку |        |
| Силвија Вајсштајнер   | 3.000 м      | 8:44,81 НР   | 9:16,59           | 7. у гр. 1        |                   |                   | Није се квалификовала' | 17 / 21           |        |
| Вероника Борси        | 60 м препоне | 8,18         | 8,20              | 3. у гр. 3 КВ     | 8,18 =ЛР          | 7. у пф 2.        | Није се квалификовала  | 11 / 28 (31)      |        |
| Марција Каравели      | 60 м препоне | 8,06         | 8,13              | 1. у гр. 4 КВ     | 8,12              | 5. у пф. 1        | Није се квалификовала  | 9 / 28 (31)       |        |
| Антонијета ди Мартино | Скок увис    | 2,04 НР      | 1,95 ЛРС          | 3. КВ             |                   |                   | 1,95 =ЛРС              |                   |        |